# Vozera Ardova
Vozera Ardova (ryska: Озеро Ордово, vitryska: Возера Ардова) är en sjö i Ryssland, på gränsen till Vitryssland. Den ligger 260 km nordost om Minsk. Vozera Ardova ligger 160 meter över havet. Arean är 9,1 kvadratkilometer. Den sträcker sig 4,6 kilometer i nord-sydlig riktning, och 5,4 kilometer i öst-västlig riktning.
Omgivningarna runt Vozera Ardova är en mosaik av jordbruksmark och naturlig växtlighet. Runt Vozera Ardova är det glesbefolkat, med 12 invånare per kvadratkilometer.